# Івуарійсько-іспанські відносини

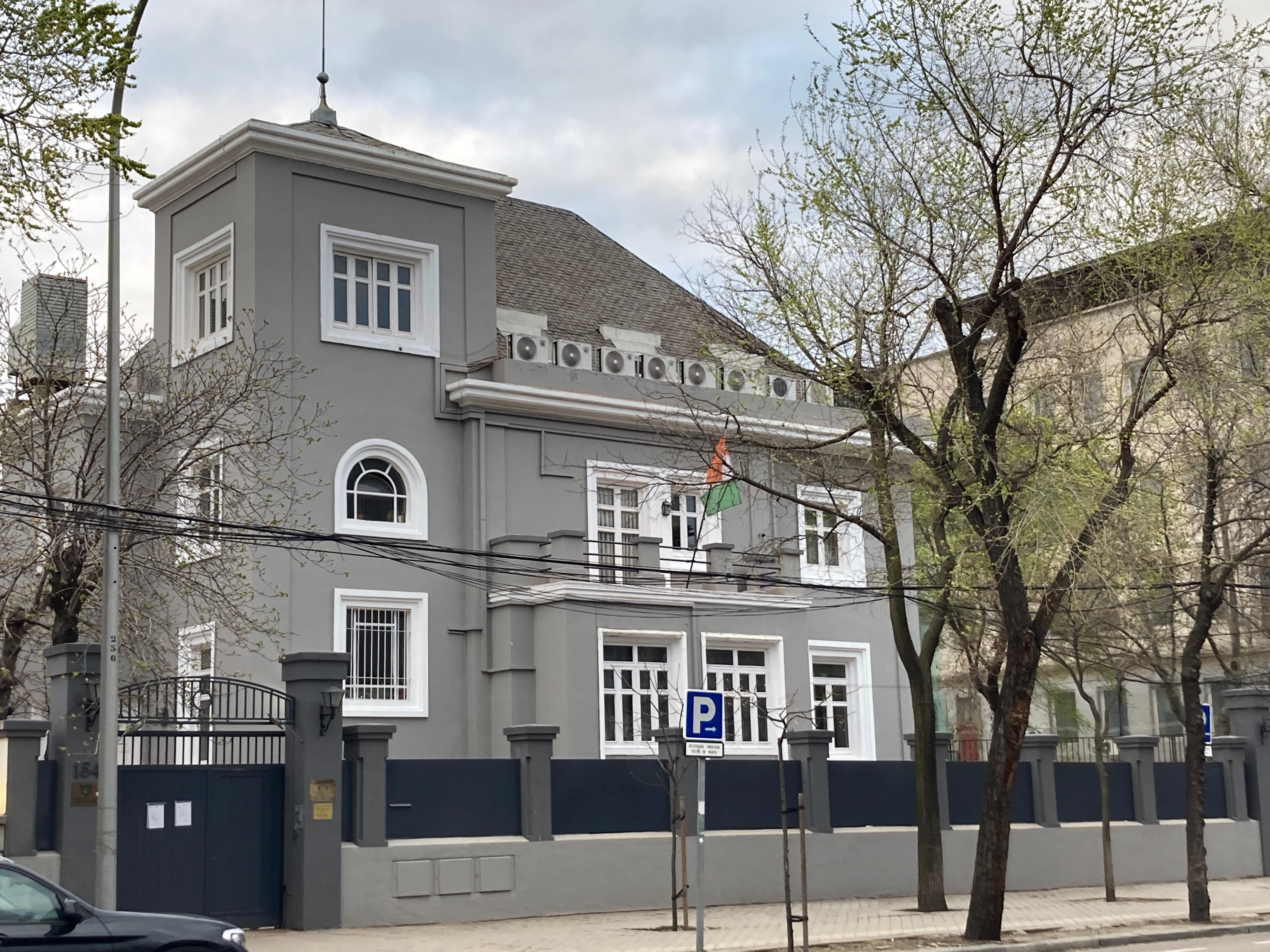
Посольство Кот-д'Івуару в Мадриді

Івуарійсько-іспанські відносини — двосторонні дипломатичні відносини між Кот-д'Івуаром та Іспанією. Кот-д'Івуар має посольство в Мадриді і почесні консульства в Барселоні, Більбао, Лас-Пальмас-де-Гран-Канарії, Малазі, Мурсії, Ов'єдо, Севільї, Таррагоні, Валенсії, Вальядоліді, Сарагосі та Ла-Коруньі. Іспанія має посольство в Абіджані.

## Дипломатичні відносини
У політичній та інституційній сферах відносини між Іспанією та Кот-д'Івуаром мають теплий, тісний характер. Івуарійська держава високо цінує той факт, що Іспанія залишалася в країні протягом усього післявиборного конфлікту, у тому числі на найбільш насильницьких етапах. 
Для Кот-д'Івуару роль Іспанії та іспанської економіки в рамках Європейського союзу є особливо актуальною. У 1998 Іспанія стала першим «партнером розвитку» з Кот-д'Івуаром і надала країні пріоритетне право на міжнародне співробітництво.
У наступних генеральних планах міжнародного співробітництва Кот-д'Івуар більше не розглядається як пріоритетна для співпраці країна. Хоча комерційна та економічна присутність Іспанії в Кот-д'Івуарі, як і раніше, обмежена, проте вона постійно зростає, особливо коли політична ситуація нормалізувалася. У червні 2014 року знову відкрилося Торгово-економічне бюро посольства Іспанії в Абіджані. 

## Економічні відносини
Торговий баланс Іспанії з Кот-д'Івуаром традиційно був пасивним для Іспанії через значний обсяг імпорту сировини з Кот-д'Івуару. Комерційна та економічна присутність Іспанії в Кот-д'Івуарі все ще невелика, але вона стабільно і прогресивно зростає, і тепер, коли політична ситуація нормалізувалася, бізнес повертається до нормального стану. У червні 2014 року було відновлено Економічне та комерційне управління посольства Іспанії в Абіджані. 

## Співробітництво
У 1998 році Іспанія була внесена до списку перших «партнерів у розвитку» з Кот-д’Івуаром і надала цій країні пріоритет у міжнародному співробітництві.
Кот-д'Івуар не був країною, включеною до географічних пріоритетів Генеральних планів співпраці Іспанії (ані до планів на 2018-2021 роки). Іспанія співпрацює з країною через два канали: співпраця, що фінансується урядом Іспанії через міжнародні та регіональні організації (в основному ПРООН та ЕКОВАС), і співпраця, що здійснюється іспанцями або громадянами третіх країн, пов'язаними з Іспанією установою, з якою вони в основному пов'язані релігійно.
У 2013 році Іспанія анулювала борг Кот-д'Івуару на суму 172,75 мільйона євро, внаслідок того, що країна досягла кульмінації в рамках ініціативи Допомоги бідним країнам із великою заборгованістю. 8 жовтня 2017 року в Абіджані було підписано угоду про програму конверсії боргу (PCD) на суму 102,5 мільйона євро. Ця угода передбачає створення фонду, наділеного 52 мільйонами євро, призначеного для фінансування проектів у водному та енергетичному секторах у Кот-д'Івуарі. 